# Cryptoblabes
Genre
Cryptoblabes est un genre de lépidoptères (papillons) de la famille des Pyralidae.

## Liste d'espèces
Selon Catalogue of Life (17 février 2023) :
- Cryptoblabes adoceta
- Cryptoblabes alphitias
- Cryptoblabes amphicharis
- Cryptoblabes angustipennella
- Cryptoblabes argentata
- Cryptoblabes bataka
- Cryptoblabes bistriga
- Cryptoblabes centroleuca
- Cryptoblabes decima
- Cryptoblabes elaeothrepta
- Cryptoblabes ephestialis
- Cryptoblabes euraphella
- Cryptoblabes ferrealis
- Cryptoblabes flavizonalis
- Cryptoblabes gnidiella
- Cryptoblabes hanuman
- Cryptoblabes hemigypsa
- Cryptoblabes kueppersi
- Cryptoblabes lophopterella
- Cryptoblabes loxiella
- Cryptoblabes mannheimsi
- Cryptoblabes myosticta
- Cryptoblabes petrucki
- Cryptoblabes plagioleuca
- Cryptoblabes proleucella
- Cryptoblabes rufimarginella
- Cryptoblabes scotochroalis
- Cryptoblabes sita
- Cryptoblabes southi
- Cryptoblabes spodopetina
- Cryptoblabes sudasa
- Cryptoblabes taenialis
- Cryptoblabes tiga
- Cryptoblabes trabeata

Selon NCBI (17 février 2023) :
- Cryptoblabes adoceta
- Cryptoblabes bistriga
- Cryptoblabes euraphella
- Cryptoblabes gnidiella
- Cryptoblabes hemigypsa
- Cryptoblabes plagioleuca
- Cryptoblabes poliella

Selon Fauna Europaea (17 février 2023) :
- Cryptoblabes bistriga
- Cryptoblabes gnidiella